# محمد احمدی فروشانی
سید محمد احمدی فروشانی فرزند سیدمصطفی متولد (۱۳۱۳ اصفهان خمینی‌شهر - درگذشت ۱۳۸۲ - خمینی‌شهر) سمت نماینده ولیه‌فقیه در خمینی‌شهر را تازمان مرگش عهده دار بود.

## تولد و تحصیلات
احمدی پس از پایان دوره تحصیلات ابتدایی وارد حوزه علمیه اصفهان شد و از سید ابوالقاسم خویی و روح‌الله خمینی اجازه روایت حدیث گرفت. او همچنین از شاگردان خادمی و بهبهانی محسوب می‌شود. وی پس در سال ۱۳۳۶ در آزمون واردی دانشکده معقول و منقول شرکت و با قبولی در این آزمون وارد دانشگاه تهران شده و درجه لیسانس دریافت کرد.

## فعالیت‌های سیاسی
او نماینده معمم ادوار اول و چهارم از حوزه انتخابیه اصفهان (خمینی‌شهر) در مجلس شورای اسلامی بود.
| دوره نمایندگی | تعداد کل آراء | درصد آراء ماخوذه | حوزه نمایندگی |
| ------------- | ------------- | ---------------- | ------------- |
| اول           | ۴۳۱۱۰         | ۶۰               | خمینی‌شهر      |
| چهارم         | ۵۶٬۴۲۴        | ۹۸/۲             | خمینی‌شهر      |

وی همچنین بعد از پیروزی انقلاب ۱۳۵۷ سمت نماینده ولی فقیه و امامت جمعه شهر خمینی‌شهر را تا هنگام مرگ(۱۳۸۲) بر عهده داشت.

## تالیفات
۱- رساله‌ای در باب اهمیت و وظایف ائمه جمعه به زبان عربی